# Lista de cybersites de Cyberchase
Esta é uma lista contendo todos os cybersites da série de televisão Cyberchase. Os cybersites são diversos lugares do Cyberespaço onde os personagens habitam. Cada um tem seu tema próprio e se aproximam de cidades ou países.

## A

### Aquarium
Faz sua primeira aparição no episódio "Codinome Eka"; depois faz uma breve aparição no início do episódio "Firmeza de Atitude"; faz outra breve aparição em "As Uvas da Verdade" e depois aparece como o cybersite principal em "O Fator Eka". Aquarium é uma área de alimentação para cybercriaturas áquaticas raras. Suas plantações e formações rochosas possuem a aparência de comidas (desfiladeiro pizza, vulcão rosquinha, algas de macarronada, etc.). É um site totalmente aquático, dentro de um grande aquário. Em Aquarim mora Eka, uma cyberlesma gigante que precisa se alimentar de energia constantemente ou o site entrará em ebulição e será destruído. A Sereia é a guardiã e controla os portões, bem como a entrada e saída de naves.

## B

### O Buraco Negro
Esse cybersite fez duas aparições: a primeira durante o episódio "Snelfu Snafu - Parte 2", quando Hacker precisa eliminar o chip codificador; e a segunda, durante o episódio "Desenhando Mr. Perfeito". Esse cybersite é um buraco negro, mas também é um portal para Nether World. O Buraco Negro é guardado por um grupo de sentinelas que são encarregados de eliminar objetos despejados no buraco. Eles se baseiam sobre o valor do objeto a ser eliminado, e o objeto que não possuir tal valor, é remunerado. Por exemplo, quando Hacker traz o chip codificador para a eliminação, o guarda diz que, para um item dessa magnitude ser eliminado, seria cobrado um taxa exorbitante de 10 milhões de snelfus (o dinheiro do Cyberespaço). Infelizmente Hacker, Bug e Deleto não têm essa quantia, porque a Bruxa Malvada tinha gastado todo o dinheiro do Hacker em um Shopping. Hacker fica indignado com o preço, e tenta jogar o chip codificador sem pagar. Sendo assim, o buraco joga-o para fora.

## C

### Cabo Gelado
Esse cybersite só aparece no episódio "É Hora de Cozinhar". É um dos lugares da competição do Cyberchefe de Ouro. Esse site é frio, gelado e com neve, muito semelhante a Calamore e Cyberia.

### Calamore
Esse cybersite é muito frio, gelado e com neve. Só é visto no início do episódio "Um Dia de Spa", quando Bug e Deleto tentam roubar o Cristal de Calamore. Este cybersite é semelhante a Cyberia, mas não possui habitantes aparentes.

### Castelvânia
Esse cybersite fez sua primeira aparição no episódio "Castelvânia". Apareceu novamente, mais tarde, no episódio "Fica Frio!". Fez breves aparições em outros episódios, e apareceu mais vezes no episódio "Medida por Medida", em seguida, novamente, no episódio "A Mudança da Arte" e, por fim, no primeiro episódio da quinta temporada: "O Uivo do Halloween". O tema desse cybersite é Halloween e possui como habitantes diversos monstros (por exemplo, Drácula, Frankenstein, Múmias etc.) e está cheio de castelos, daí o nome Castelvânia.

### Central de Controle
Um dos primeiros cybersites a aparecer na série, e que aparece na maioria dos episódios. Este é o lugar onde mora a sábia e poderosa líder do Cyberespaço, a Placa-mãe. Apenas dois episódios mostram o cybersite como principal: "Travessura ou Gostosura" e "O Caso da Memória Perdida". Existem muitos salas, incluindo a reserva de quartos e o Jardim da Placa-Mãe.

### O Conselho
Esse cybersite fez sua primeira e única aparição, no episódio "Menor que Zero". Consiste em um prédio com muitas funções e andares. Há dezenove andares acima do solo e dezenove andares abaixo do solo. Um conselho formado por Dr. Good e mais alguns líderes de outras sites se reune nesse site para discutir os influentes ataques de Hacker.

### Cyberatlantics
Esse cybersite nunca foi visto, somente foi mencionado por Bug no episódio "Firmeza de Atitude".

### Cyberia
Esse cybersite fez sua primeira aparição durante a quarta temporada, no episódio "Lágrimas de Pinguim", mais tarde, no episódio "Quando Pinguins Voam", apareceu também no episódio "O Imperador Tem Roupas de Neve", da sétima temporada e nos episódios "De Cara Desligada" e "Nevando no Inverno", da oitava temporada. Neste cybersite, o inverno é a estação predominate e tem uma grande atmosfera Ártica sobre ele. Os seus habitantes são todos pinguins. Existem câmaras subterrâneas neste cybersite cheias de esplendor, mas também com armadilhas.

### CyberShopping
Esse cybersite foi visto em um jogo online do site Cyberchase. Nunca foi visto na série.

### Cyberteca
Esse cybersite fez sua primeira aparição durante a segunda temporada, no episódio "Gráfico de Barras" e novamente durante a terceira temporada no episódio "Sejamos Razoáveis". Aparece também no episódio "Shari Spotter e os Bolinhos Cósmicos". A Cyberteca contém todas as informações sobre tudo o que há para saber sobre o Cyberespaço, incluindo sua história completa. São vinte andares e várias maneiras de se tranportar para os demais andares, incluindo Cybercarros, Tubos e outros veículos. Existem várias sessões, como História, Matemática, Ciências, Turismo, Catalogação. Existem outros lugares como a Sala de Filmes, a Sala do Cyberespaço, incluindo o Manual Secreto da Placa-mãe e muito mais.

## D

### Discardia
Esse cybersite fez sua primeira aparição no último episódio da terceira temporada, "Noite Estrelada"; e novamente no episódio "Medida por Medida". É para onde é levado todo o lixo de cada cybersite do Cyberespaço quando é jogado fora. Este site não é seguro para os navios, pois ele podem cair no depósito de lixo. No episódio "Varrendo a Limpeza", este cybersite foi mencionado para se eliminar confetes de magnetitas.

## E

### Eco Mundo
Esse cybersite fez sua primeira aparição durante o primeiro episódio da terceira temporada "Eco Mundo", e mais recentemente durante o episósio "O Lodo de EcoHaven". É um santuário de vida selvagem para todos os tipos de animais raros e maravilhosos. Há também um grande lago que drena a vida desses animais. Tem o formato de um enorme arbusto.

### Esferas do Medos
Esse site fez apenas uma única aparição, no último episódio da sexta temporada "As Esferas do Medo", onde Hacker introduziu armadilhas para as crianças ficarem presas.

### Eureka
Esse cybersite fez sua primeira aparição durante a primeira temporada no episódio "Eureka!"; em seguida, foi visto brevemente no episódio "Firmeza de Atitude" e, mais tarde apareceu no episódio da segunda temporada "Seja Verdadeiro". Aparece também no último episódio da terceira temporada, "Noite Estrelada". Este cybersite é a casa do Professor Arquimedes, criador do Chip Codificador, e de seus assistentes Eu e Reka. Até recentemente, era um site abandonado, cujas paisagens se assemelhavam a um deserto, no entanto, isso mudou quando Hacker cultivou as trincheiras, no episódio "Seja Verdadeiro", enverdecendo o site.

## F

### Felizes Para Sempre
Esse cybersite fez sua primeira aparição durante a primeira temporada no episódio "E Eles Contaram Felizes Para Sempre"; mais tarde apareceu no episódio "Modelos Exemplares". Apareceu também na segunda temporada nos episódios "Seja Verdadeiro" e "Eliete Jeitosa e o Verde Maligno". Bug voou sobre esse site no episódio "A Mudança da Arte". Fez grandes aparições em "Desenhando Mr. Perfeito", "A Fada Ciborgue", "Voando em Parallinis" e "Infelizes Para Sempre". O tema desse cybersite são os contos de fadas. Seus habitantes são persongens de contos de fadas, como os três porquinhos, Cachinhos Dourados, Mamãe Ganso, entre outros. Este é também o local de origem para a vilã Bruxa Malvada. Também é frequentemente chamado de Reino Encantado.

### Fliperauta City
Esse cybersite fez sua primeira aparição no episódio "Fliperauta City". Fez outra aparição no episódio "Que Venham os Clones" e mais tarde no episódio "Fora de Controle". Todos vêm a esse cybersite principalmente pelos jogos e shows, mas também os amigos que trabalham neste local demonstram muita diversão mostrando as atividades e nunca mentem ou enganam, e é por isso que Fliperauta City é um lugar tão popular. É repleto de jogos de sorte e divertidos passeios. Seu mais famoso jogo é chamado de "Pura Chance" onde há a presença de duas portas exatamente iguais: em uma porta o jogador recebrá um dia de passeios grátis, já na outra o jogador irá direto para o Cyberespaço e nunca mais voltará; mas, ninguém sabe qual porta é qual. Outro jogo relevante é "Pegue uma Minhoca", apresentado por Sujinho, em que os jogadores devem pegar, com os olhos fechados, uma minhoca que está dentro de um saco. O jogador que pegar a minhoca solicitada, ganhará um chapéu. No episódio "Fliperauta City" também é mostrado um jogo da memória.

### Floresta
Esse cybersite fez sua primeira aparição no episódio "Questão de Sorte", onde Bug e Deleto foram enviados para encontrar o último amuleto da sorte do Cyberespaço. Foi visto novamente poluído pela cyberestática no episódio "Batalha Entre Iguais". Esse site é uma floresta (como o próprio nome sugere), onde moram diversos animais, dentre eles um coelho azul, o qual é um dos amuletos da sorte do Cyberespaço.

### Frogsnorts
Esse cybersite fez sua primeira aparição durante a segunda temporada no episódio "Eliete Jeitosa e o Verde Maligno". Sua segunda aparição foi na terceira temporada, no episódio "Shari Spotter e os Bolinhos Cósmicos", mais tarde aparecereu na quarta temporada, no episódio "O Balanço dos Atos", e, por fim, apareceu na sexta temporada, no episódio "Fuga do Labirinto de Merlin". É uma escola de ensino de magia, na qual Professor Stumblesnore leciona. É uma referência a J.K. Rowling da série Harry Potter, em que Harry frequenta uma escola chamada Hogwarts.

### Fronteira Norte
Esse cybersite aparece em toda a série. É um terreno baldio árido bem longe do restante do Cyberespaço. Trata-se da casa de Hacker. No episódio "Firmeza de Atitude", Hacker criou uma estátua com a sua forma, que transmitia sua voz para todo o Cyberespaço. Na quarta temporada, Hacker criou uma sala onde faz planos para destruir o Cyberespaço. Na porta, há uma placa em que diz que Bug e Deleto estão proibidos de entrar.

### Fronteira Sul
Aparece nos episódios "O Dr. Good se Foi", "Encontrem Aqueles Lumes!" e "A Fada Ciborgue". A Fronteira Sul inclui a Ilha de Cabeça Para Baixo.

## G

### Gollywood
Esse cybersite fez sua primeira aparição durante a terceira temporada no episódio "O Mundo sem Zero". É uma completa referência a Hollywood, Califórnia. Apareceu novamente no episódio "Noite Estrelada", durante a grande festa da Noite Estrelada. 

## I

### Ilha de Cabeça Para Baixo
Esse cybersite foi o primeiro a fazer uma aparição na série, aparecendo no primeiro episódio ("O Dr. Good se Foi") e depois apareceu uma segunda vez no episódio "Encontrem Aqueles Lumes!". A última aparição foi na quinta temporada no episódio "A Fada Ciborgue". É uma selva que vira de cabeça para baixo após o pôr do sol e, volta ao normal, ao amanhecer. Antes de virar do aveso, a ilha começa a tremer, só como uma advertência.

### Ilha do Vulcão
Esse cybersite só é visto no episódio "É Hora de Cozinhar". É um dos lugares da competição do Cyberchefe de Ouro. Possui um grande vulcão em seu centro.

### Ilha da Caveira
Esse cybersite faz sua primeira apariçao no episódio "Todos os Ângulos Retos" e logo depois no episódio "Passo a Passo". Nessa ilha mora a cyberpirata Ivana, a invencível. A ilha possui a forma de um rosto de pirata.

## J

### Jardim da Placa-Mãe
Esse cybersite está dentro da Central de Controle, e é visto em apenas quatro episódios: "Codinome Eka", "Seja Verdadeiro", "O Dia das Mães" e "Travessura ou Gostosura". Às vezes, Dígito e Widget fazem coisas lá dentro. No episódio "Travessura ou Gostosura", ele fica inteiramente congelado, devido ao fato da rã maligna do Hacker ter destruído o dispositivo que controla a temperatura do jardim.

### Joe's
Quando um cybernave precisa ser lavada ou consertada o Joe's é o lugar certo. Esse cybersite fez sua única aparição no episódio "Menor que Zero".

### Jimaya
Este cybersite fez sua primeira aparição no episódio "Encaixe Perfeito". É uma selva, com uma grande pirâmide localizada em seu centro. A pirâmide é construída pelos maias em Chichen Itza, no atual México. Fez uma outra aparição no episódio "Jimaya em Apuros".

## L

### Loja das Vassouras
Esse site é onde Bruxa Malvada vende as suas vassouras para ter controle sobre o Cyberespaço. Aparece no episódio "A Própria Vassoura".

## M

### Memoryville
Esse cybersite fez sua estréia na sexta temporada, no episódio "Caos Casual". É o local onde o campeonato de Slugball, um esporte semelhante ao beisebol, é jogado. Também em Memoryville, há a "memória", onde toda a memória do Cyberespaço é armazenada (daí o nome do site). Hacker tentou apagar toda a memória do Cyberespaço para ganhar o "Arky", um prêmio para as pessoas más, organizado por Ann Arky (o nome é um trocadilho da palavra "anarquia"). Hacker não conseguiu fazê-lo, e recebe uma carta de Ann Arky dizendo que ele já não era elegível para o prêmio.

### Mobius
Esse cybersite foi mencionado no episódio "O Dr. Good se Foi", mas fez uma aparição no episódio "Eureka". Quando Hacker está perseguindo Dr. Good, ele cai com sua nave em Mobius. O cybersite é extremamente pequeno e não possui nenhum habitante.

### Monte Olimpo
Esse cybersite fez sua primeira aparição durante o episódio "Pelos Poderes de Zeus", mais tarde apareceu durante o último episódio da primeira temporada "Fora de Sincronia", e apareceu também no episódio "Time dos Espíritos". Ele também fez breves aparições em toda a série. Baseia-se completamente na mitologia grega. Sem a harmonia da música das esferas, esse site se reduzirá à cinzas.

## N

### Nether Mundial
Esse cybersite não faz uma aparição, mas é mencionado durante o episódio "Amor e Bruxaria". Ninguém sabe o que é lá, e, francamente, ninguém quer saber. É o lugar onde mora Lade Ada Lovalece.

### Nowhere
Esse cybersite fez sua primeira aparição durante o episódio "Negociar Sempre". É cercado por uma paisagem árida montanhosa. Todos os cidadãos deste cybersite lidam com uma moeda Rosquinha e nesse site se usa a troca. Segundo o site de Cyberchase, este é também é o lar do Scritters, que aparece no episódio "Uma Parte da Ação". Também parece ser geologicamente rico, com magnetita e poderosos cristais sobre a superfície.

## O

### Oceania
Este site nunca foi visto na série, mais foi mencionado em um jogo do site oficial de Cyberchase.

## P

### Terra Paralela
Esse site foi visto no episódio "Voando em Parallinis". Todos os seus habitantes se assemelham com paralelogramos. Assemelha-se às características de Todesville.

### Perfectamundo
Esse é um site com uma cúpula fechada, ao topo. Fez a primeira aparição no episódio "O Fator X", da sétima temporada.

### Pico do Vento
Esse cybersite fez sua primeira aparição no episódio "É Hora de Cozinhar". É um dos lugares da competição do Cyberchefe de Ouro. Venta demais no topo de suas montanhas.

### Planaltópolis
Esse cybersite fez sua primeira aparição no episódio "Planaltópolis". Foi visto mais tarde durante o episódio "Retorno a Planaltópolis", e outras breves aparições em toda a série. O tema desse cybersite é o velho oeste. Sem água, o site se transformará uma cidade fantasma. Aparece também em "Medida Por Medida", "A Mudança da Arte" e "Hackerizado".

### Pompadouria
Este cybersite fez a sua primeira e breve aparição durante o episódio "Seja Verdadeiro". Principal foi a sua aparição no episódio "O Casamento". Apareceu também em "Encantado". Seu tema é reinos, príncipes e princesas. Todos os seus habitantes usam cabelos espetados para cima, fato conseguido com o uso do gel de perucas do Hacker. Exerce uma enorme influência social e econômica no Cyberespaço.

### Power Center
Esse cybersite foi visto no episódio "A Mudança da Arte", quando Dígito tem o poder sobre dez cybersites.

### Proporcionela
Esse cybersite fez a sua primeira e única aparição durante o episódio "Tamanho É Documento". Trata-se de um site baseado em proporções. Possui duas ilhas, uma onde os animais, habitantes e objetos parecerão minúsculos; e outra onde parecerão gigantes.  

## R

### Radópolis
Esse cybersite fez sua primeira aparição durante o episódio "Totalmente Radical". Ele tem feito várias outras aparições em toda a série, devido à introdução de um importante personagem chamado Slider. O site inteiro é um gigante parque para skates, patins, motocicletas, etc. O Rei Dadinho é o rei do site. Já apareceu nos episódios "O Robô dos Anéis", "A Previsão do Passado Perfeito", "Medida por Medida", "A Mudança da Arte", "Uma Dobra no Tempo" e "Varrendo a Limpeza".

## S

### Shangri-lá
Esse cybersite fez sua primeira aparição durante o episódio "Resolvendo Problemas em Shangri-lá". Fez outras aparições durante os episódios "Encrenca em Dobro", "O Robô dos Anéis", "Snelfu Snafu - Parte 1", e brevemente em todo o resto da série. É um cybersite de paz, tranquilidade e harmonia, em completo equilíbrio, graças a Boa Vibração, localizada no centro do site. Neste local existe uma ilha onde não existe uma saída, mas apenas uma árvore com coisas essenciais para a hora da fuga.

### Simétrica
Esse cybersite fez a sua primeira e única aparição durante o episódio "O Segredo da Simétrica". É uma fábrica, onde são fabricados todos os produtos simétricos do Cyberespaço, graças a um dispositivo conhecido como Simetrizador. Dr. Good ajudou a construir esse cybersite. Ava agradeceu-o e, por isso, ela fez uma estátua em sua homenagem na frente da fábrica.

### Solaria
Esse cybersite fez sua primeira aparição no episódio "Um dia Branco de Neve", depois brevemente no episódio "Firmeza de Atitude", no início. Aparece em seguida nos episódios "Medida por Medida" e "O Desafio de Hacker". É um paraíso tropical que é mantido quente pela poderosa Solesfera, um corpo celeste que está localizado em cima de sua montanha central. Sem a Solesfera, Solaria ficará congelada.

## T

### Teraswampa
Esse cybersite fez a sua primeira e única aparição no episódio "Desenhando Mr. Perfeito". É um cybersite dentro de Felizes Para Sempre. É um gigante pântano com uma ilha no meio, com íngremes falésias a toda a volta, e uma velha cabana no topo. Além da ilha, tudo o resto em Teraswampa é verde.

### Thornia
No episódio "O Dia das Mães", a Cyberturma vai para uma cybersite que é totalmente dedicado ao Dia das Mães. Lá, se desenvolvem uma rara flor conhecida como Madre Bonitas, que simbolizam o espírito do Dia das Mães.

### Ticktockia
Esse cybersite fez sua primeira e única aparição no episódio "Uma Dobra no Tempo". Esse cybersite é muito misterioso. A única forma de sair é em uma porta, que só abre às 21h00, todas as noites. O problema é que o tempo passa muito devagar em Ticktockia, por isso, ao entrar, é muito difícil sair. Os cidadãos são relacionadas com o tempo (possuem a forma de relógios).

### Tikiville
Esse cybersite fez sua primeira aparição durante o episódio "A Grande Corrida" e novamente durante o episódio "Um Dia em Tikkiville". Este cybersite baseia-se no Havaí e nas cultueas da América Central. Existe um ovo que simboliza a amizade; a chave para manter Tikiville totalmente verdejante.

### Todesville
Esse cybersite fez sua primeira aparição durante a episódio "O Caso Todesville". É visto novamente no início do episódio "Firmeza de Atitude". Ele faz uma breve aparição durante o episódio "Seja Verdadeiro", e uma aparência principal durante a mesma temporada no episódio "Pontos de Vista". Aparece também no episódio "A Anotação". Esse cybersite, incluindo os seus cidadãos, é inteiramente composto por formas geométricas. Depois, esse site foi visto nos episódios "A Mudança da Arte", "Voando em Parallinis" e "Na Linha". Este cybersite já foi chamado de Poddleville.

### Tumba de Rom
Esse cybersite fez sua primeira aparição durante o episódio "A Hora da Aventura", e mais tarde durante o episódio "O Olho Mágico" e brevemente, durante os episódios "As Uvas da Verdade", "Snelfu Snafu - Parte 1", "Medida por Medida". Esse site é baseado no Antigo Egito. Dentro de uma enorme pirâmide, localizada ao centro, moram Bibi e a Múmia. Em uma outra parte desse site, ficam as valiosas Uvas de Plath.

## U

### U-WANT, U-BID
Esse cybersite fez sua primeira e única aparição durante o episódio "Snelfu Snafu - Parte 1". É um popular site de cyberleilão, e provavelmente uma paródia de eBay.

## V

### Valussa
Esse site nunca foi visto na série, somente foi mencionado em um jogo do site oficial do Cyberchase.

## Cybersites desconhecidos
- Apareceu um site desconhecido no episódio "Um Dia de Spa", onde Hacker faz o cabelo. Nesse site há um grande salão de beleza.
- Apareceu um site desconhecido no episódio "Questão de Sorte", onde Hacker encomenda capangas.
- Apareceu uma selva desconhecida onde habitam vários gorilas nos episódios "Negociar Sempre" e "Eliete Jeitosa e o Verde Maligno".
- Apareceu um site desconhecido no episódio "Seja Verdadeiro". Nesse site se realiza o "Cyberdebate" entre a Placa-Mãe e o Hacker.
- Apareceu um site desconhecido, muito parecido com Aquarium, no episódio "Todos os Ângulos Retos".
- Apareceu um site desconhecido no episódio "É Hora de Cozinhar". Nesse site é apresentado o programa "Cyberchefe de Ouro". É muito parecido com o Japão.
- Apareceu dois sites desconhecidos no episódio "O Claro Cristal".